# Un paó en dificultats
Un paó en dificultats (títol original en alemant, Der Pfau) és un llargmetratge belga de 2023 dirigit per Lutz Heineking júnior i protagonitzat per Lavinia Wilson, Serkan Kaya, Tom Schilling, David Kross, Jürgen Vogel, Svenja Jung i Annette Frier. El guió de Sönke Andresen, Christoph Mathieu i Lutz Heineking júnior està basat en la novel·la homònima del 2016 d'Isabel Bogdan. Es va estrenar als cinemes d'Alemanya i Àustria el 16 de març de 2023. S'ha doblat i subtitulat al català.

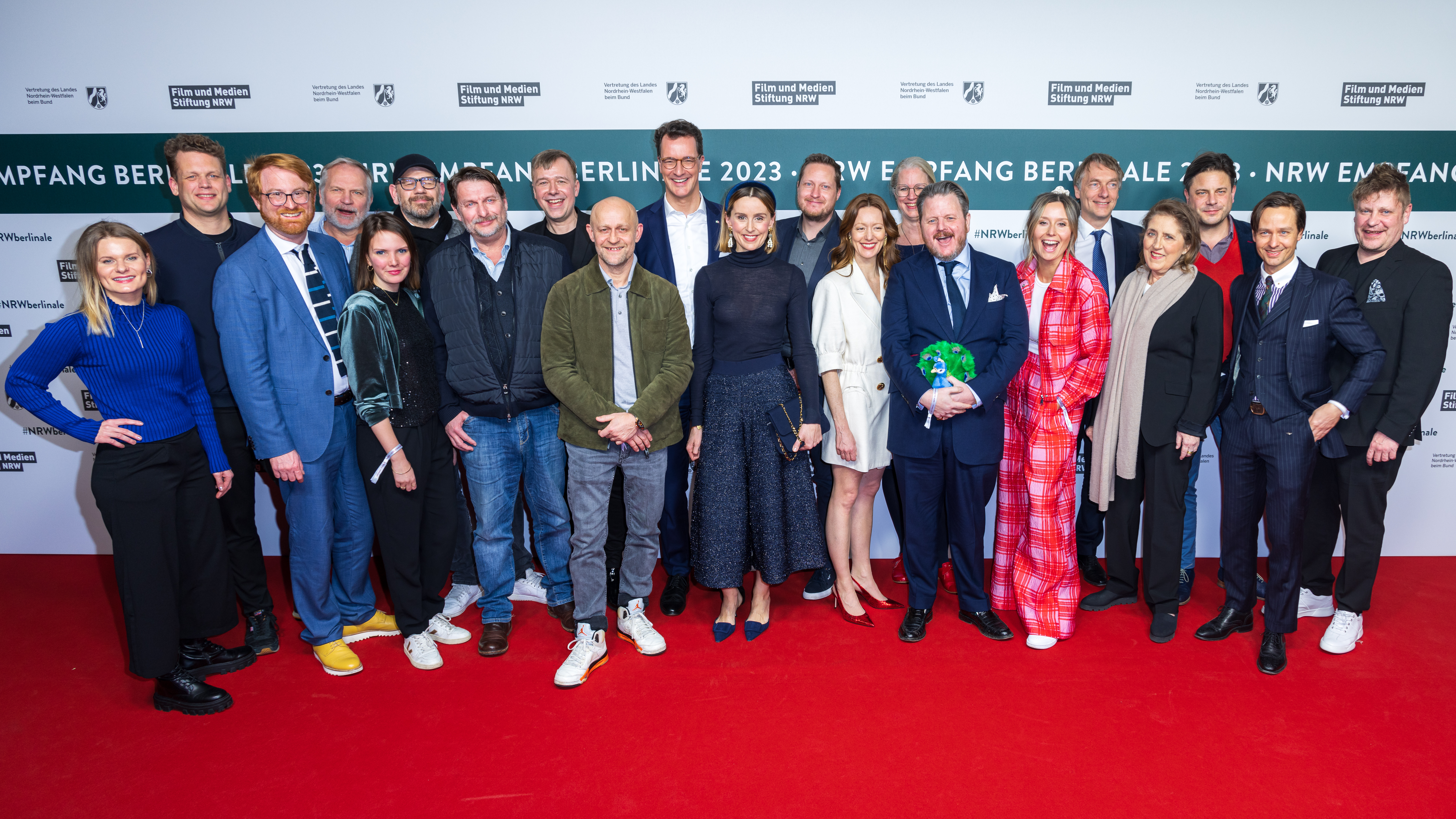
L'equip de la pel·lícula a la recepció de la Berlinale a l'estat de Renània del Nord-Westfàlia amb el seu primer ministre i la seva dona.

## Producció
El rodatge va tenir lloc del 28 de febrer al 25 de març de 2022 i es va gravar a Bèlgica, Alemanya i la Gran Bretanya. Els llocs de rodatge inclouen Huy (Valònia), als MMC Studios Cologne i a les Terres altes d'Escòcia.
Les escenes exteriors al voltant de la casa i el jardí es van rodar a Bèlgica, i les fotos del paisatge es van rodar durant dos dies a Escòcia. Les fotografies interiors es van rodar durant 13 dies a l'estudi de Colònia.
La pel·lícula va ser produïda per MMC Studios Cologne i eitelsonnenschein GmbH en coproducció amb Tobis Film i la belga Frakas Productions. La producció va comptar amb el suport de Film- und Medienstiftung NRW, Deutscher Filmförderfonds, així com Wallimage i Tax Shelter du Gouvernement Federal Belge.

El director Lutz Heineking Jr., que abans havia treballat com a productor i director de televisió, va debutar al cinema amb aquesta pel·lícula.
A Alemanya, uns 125.000 espectadors van veure la pel·lícula; va aconseguir l'últim lloc entre les 100 pel·lícules més vistes el 2023.